# Jodie Henry
Jodie Henry, född 17 november 1983 i Brisbane, är en australisk simmare som sedan 2002 tillhört världseliten i frisim.
Henrys genombrott kom vid samväldesspelen 2002 i Manchester där hon vann guld på 100 meter frisim samt guld i lagkapperna på 4 x 100 meter frisim samt 4 x 100 medley. Vid världsmästerskapen på långbana 2003 slutade hon tvåa på 100 meter frisim slagen endast av Finlands Hanna-Maria Seppälä. 
Henry deltog vid OS 2004 där hon individuellt tävlade på 100 meter frisim. Den stora favoriten var den regerande mästaren och tillika världsrekordinnehavaren Inge de Bruijn från Nederländerna. Men redan i semifinalen slog Henry till med nytt världsrekord och även i finalen övertygade Henry och vann guld. Henry simmade även hem guld i lagkappen på både 4 x 100 meter frisim och 4 x 100 medley.
På VM i långbana 2005 vann Henry guld på 100 meter frisim dessutom vann hon guld på lagkapperna i 4 x 100 meter frisim och 4 x 100 meter medley. 
2006 ställde Henry upp på både 50 och 100 meter frisim i samväldesspelen men fick båda gångerna se sig besegrad av landsmannen Libby Trickett. Inte heller blev VM 2007 någon framgång individuellt för Henry som visserligen tog sig till final på 100 meter frisim men slutade först på sjätte plats. Guldmedaljerna kom istället i lagkapperna på 4 x 100 meter frisim och 4 x 100 meter medley.

### Fotnoter
1. ↑  ”Jodie Henry Bio, Stats, and Results - Olympics at Sports.reference.com”. sportsreference.com. Sportsreference. Arkiverad från originalet den 9 augusti 2009. https://web.archive.org/web/20090809142012/http://www.sports-reference.com/olympics/athletes/he/jodie-henry-1.html. Läst 18 november 2015.